# Cytherea semiargyrea
Cytherea semiargyrea är en tvåvingeart som först beskrevs av Gabriel Strobl 1906.  Cytherea semiargyrea ingår i släktet Cytherea och familjen svävflugor. Inga underarter finns listade i Catalogue of Life.